# Schietsport op de Olympische Zomerspelen 2012
De schietsport is een van de sporten die beoefend werden tijdens de Olympische Zomerspelen 2012 in Londen. De wedstrijden vonden van 28 juli tot en met 6 augustus plaats in de Royal Artillery Barracks.

## Kwalificatie
In totaal mochten er maximaal 390 schutters deelnemen aan het toernooi. Via de kwalificatie plaatsten 218 mannen en 139 vrouwen zich. Daarnaast werden er negen quotaplaatsen gereserveerd voor het gastland en 24 quotaplaatsen werden door de olympische tripartitecommissie, in samenwerking met de International Shooting Sport Federation (ISSF), vergeven aan landen die geen quotaplaatsen hadden weten te bemachtigen. Per onderdeel mocht een land maximaal twee deelnemers inschrijven, met uitzondering van het kleiduivenschieten voor vrouwen waar maximaal één deelnemer kon worden ingeschreven. Het maximale aantal deelnemers per land bedroeg zodoende 28. Er mochten alleen schutters deelnemen die tijdens de kwalificatieperiode aan de minimale kwalificatie score (Minimum Qualification Score) van de ISSF hadden voldaan.
De kwalificatieperiode begon met de wereldkampioenschappen schietsport 2010 in München, waar in totaal 69 quotaplaatsen werden vergeven. Afhankelijk van het onderdeel moest daar een plaats bij de beste drie of de beste zes bereikt worden. Daarnaast kwalificeerden zich eveneens de vijf wereldkampioenen van 2011 in het kleiduivenschieten. Daarnaast werden op meer dan vijftien toernooien quotaplaatsen vergeven in de periode 29 juli 2010 tot en met 20 februari 2012.

## Wedstrijdschema
De wedstrijden begonnen elke dag om 10:00 (MEZT), met uitzondering van 28 juli toen het aanvangstijdstip 09:15 (MEZT) was.
|  | Kwalificaties | Goud | Finale |

| Onderdeel                             | Juli/Augustus | Juli/Augustus | Juli/Augustus | Juli/Augustus | Juli/Augustus | Juli/Augustus | Juli/Augustus | Juli/Augustus | Juli/Augustus | Juli/Augustus |
| Onderdeel                             | 28            | 29            | 30            | 31            | 1             | 2             | 3             | 4             | 5             | 6             |
| Mannen                                | Mannen        | Mannen        | Mannen        | Mannen        | Mannen        | Mannen        | Mannen        | Mannen        | Mannen        | Mannen        |
| ------------------------------------- | ------------- | ------------- | ------------- | ------------- | ------------- | ------------- | ------------- | ------------- | ------------- | ------------- |
| 10 m luchtpistool                     | Goud          |               |               |               |               |               |               |               |               |               |
| 25 m snelvuurpistool                  |               |               |               |               |               |               | Goud          |               |               |               |
| 50 m pistool                          |               |               |               |               |               |               |               |               | Goud          |               |
| 50 m kleinkalibergeweer (3 houdingen) |               |               |               |               |               |               |               |               |               | Goud          |
| 50 m kleinkalibergeweer (liggend)     |               |               |               |               |               |               | Goud          |               |               |               |
| 10 m luchtgeweer                      |               |               | Goud          |               |               |               |               |               |               |               |
| Skeet                                 |               |               |               | Goud          |               |               |               |               |               |               |
| Trap                                  |               |               |               |               |               |               |               |               |               | Goud          |
| Dubbeltrap                            |               |               |               |               |               | Goud          |               |               |               |               |
| Vrouwen                               |               |               |               |               |               |               |               |               |               |               |
| 10 m luchtpistool                     |               | Goud          |               |               |               |               |               |               |               |               |
| 25 m pistool                          |               |               |               |               | Goud          |               |               |               |               |               |
| 50 m kleinkalibergeweer (3 houdingen) |               |               |               |               |               |               |               | Goud          |               |               |
| 10 m luchtgeweer                      | Goud          |               |               |               |               |               |               |               |               |               |
| Skeet                                 |               | Goud          |               |               |               |               |               |               |               |               |
| Trap                                  |               |               |               |               |               |               |               | Goud          |               |               |
| Totaal                                | 2             | 2             | 1             | 1             | 1             | 1             | 2             | 2             | 1             | 2             |

## Medailles

### Mannen
| Onderdeel                           | Goud | Goud                   | Zilver | Zilver            | Brons | Brons             |
| ----------------------------------- | ---- | ---------------------- | ------ | ----------------- | ----- | ----------------- |
| 10 m luchtpistool                   | KOR  | Jin Jong-oh            | ITA    | Luca Tesconi      | SRB   | Andrija Zlatić    |
| 25 m snelvuurpistool                | CUB  | Leuris Pupo            | IND    | Vijay Kumar       | CHN   | Ding Feng         |
| 50 m pistool                        | KOR  | Jin Jong-oh            | KOR    | Choi Young-rae    | CHN   | Wang Zhiwei       |
| 50 m kleinkalibergeweer 3-houdingen | ITA  | Niccolo Campriani      | KOR    | Kim Jong-hyun     | USA   | Matthew Emmons    |
| 50 m kleinkalibergeweer liggend     | BLR  | Sergej Martynov        | BEL    | Lionel Cox        | SLO   | Rajmond Debevec   |
| 10 m luchtgeweer                    | ROU  | Alin George Moldoveanu | ITA    | Niccolo Campriani | IND   | Gagan Narang      |
| Skeet                               | USA  | Vincent Hancock        | DEN    | Anders Golding    | QAT   | Nasser Al-Attiyah |
| Trap                                | CRO  | Giovanni Cernogoraz    | ITA    | Massimo Fabbrizi  | KUW   | Fehaid Aldeehani  |
| Dubbeltrap                          | GBR  | Peter Wilson           | SWE    | Håkan Dahlby      | RUS   | Vasily Mosin      |

### Vrouwen
| Onderdeel                               | Goud | Goud            | Zilver | Zilver             | Brons | Brons            |
| --------------------------------------- | ---- | --------------- | ------ | ------------------ | ----- | ---------------- |
| 10 m luchtpistool (v)                   | CHN  | Guo Wenjun      | FRA    | Céline Goberville  | UKR   | Olena Kostevytsj |
| 25 m pistool (v)                        | KOR  | Kim Jang-mi     | CHN    | Chen Ying          | UKR   | Olena Kostevytsj |
| 50 m kleinkalibergeweer 3-houdingen (v) | USA  | Jamie Lynn Gray | SRB    | Ivana Maksimović   | CZE   | Adéla Sýkorová   |
| 10 m luchtgeweer (v)                    | CHN  | Yi Siling       | POL    | Sylwia Bogacka     | CHN   | Yu Dan           |
| Skeet (v)                               | USA  | Kimberly Rhode  | CHN    | Wei Ning           | SVK   | Danka Barteková  |
| Trap (v)                                | ITA  | Jessica Rossi   | SVK    | Zuzana Stefeceková | FRA   | Delphine Reau    |

### Medaillespiegel
| Plaats | Land             | NOC    | Goud | Zilver | Brons | Totaal |
| ------ | ---------------- | ------ | ---- | ------ | ----- | ------ |
| 1      | Zuid-Korea       | KOR    | 3    | 2      | 0     | 5      |
| 2      | Verenigde Staten | USA    | 3    | 0      | 1     | 4      |
| 3      | Italië           | ITA    | 2    | 3      | 0     | 5      |
| 4      | China            | CHN    | 2    | 2      | 3     | 7      |
| 5      | Cuba             | CUB    | 1    | 0      | 0     | 1      |
| 5      | Groot-Brittannië | GBR    | 1    | 0      | 0     | 1      |
| 5      | Kroatië          | CRO    | 1    | 0      | 0     | 1      |
| 5      | Roemenië         | ROU    | 1    | 0      | 0     | 1      |
| 5      | Wit-Rusland      | BLR    | 1    | 0      | 0     | 1      |
| 10     | Frankrijk        | FRA    | 0    | 1      | 1     | 2      |
| 10     | India            | IND    | 0    | 1      | 1     | 2      |
| 10     | Servië           | SRB    | 0    | 1      | 1     | 2      |
| 10     | Slowakije        | SVK    | 0    | 1      | 1     | 2      |
| 14     | België           | BEL    | 0    | 1      | 0     | 1      |
| 14     | Denemarken       | DEN    | 0    | 1      | 0     | 1      |
| 14     | Polen            | POL    | 0    | 1      | 0     | 1      |
| 14     | Zweden           | SWE    | 0    | 1      | 0     | 1      |
| 18     | Oekraïne         | UKR    | 0    | 0      | 2     | 2      |
| 19     | Koeweit          | KUW    | 0    | 0      | 1     | 1      |
| 19     | Qatar            | QAT    | 0    | 0      | 1     | 1      |
| 19     | Rusland          | RUS    | 0    | 0      | 1     | 1      |
| 19     | Slovenië         | SLO    | 0    | 0      | 1     | 1      |
| 19     | Tsjechië         | CZE    | 0    | 0      | 1     | 1      |
| Totaal | Totaal           | Totaal | 15   | 15     | 15    | 45     |